# Zenon Wechmann
Zenon Zbigniew Wechmann (ur. 25 października 1927 w Poznaniu, zm. 21 maja 2024) – polski działacz harcerski i społeczny, więzień polityczny.

## Życiorys
W młodości podjął działalność w harcerstwie. W okresie II wojny światowej podczas niemieckiej okupacji pracował przymusowo w zakładach „Centra” w Poznaniu. Uczył się w ramach tajnych kompletów. Po wojnie kontynuował działalność w ramach Związku Harcerstwa Polskiego. Na początku lat 50. związany z konspiracyjnym ruchem harcerskim (używał pseudonimu „Czarny Wilk”). We wrześniu 1952 został aresztowany, a w następnym roku skazany na karę 7 lat pozbawienia wolności. Był osadzony w Zakładzie Karnym w Rawiczu i obozach pracy dla więźniów politycznych. Warunkowe zwolnienie uzyskał w lutym 1955.
W 1956 brał udział w wydarzeniach czerwcowych w Poznaniu. Pracował w jednej z poznańskich spółdzielni, w 1980 został członkiem komisji zakładowej NSZZ „Solidarność”. W 1981 był członkiem redakcji niezależnego pisma „Harcerska Kuźnia”. W stanie wojennym brał udział w dystrybucji wydawnictw drugiego obiegu, a także zajmował się organizacją pomocy dla internowanych i ich rodzin. Był wiceprezesem i prezesem wielkopolskiego oddziału Związku Więźniów Politycznych. Okresu Stalinowskiego 1939–1956. Objął też funkcję przewodniczącego Wojewódzkiej Rady Kombatantów i Osób Represjonowanych w Poznaniu.
Pochowany został 31 maja 2024 na cmentarzu Junikowo w Poznaniu.

## Odznaczenia i wyróżnienia
W 2023 prezydent Andrzej Duda nadał mu Krzyż Wielki Orderu Odrodzenia Polski; w 2009 otrzymał Krzyż Oficerski tego orderu. W 2016 odznaczony Krzyżem Wolności i Solidarności, a w 2003 Złotym Krzyżem Zasługi. W 2018 Rada Miasta Poznania nadała mu tytuł „Zasłużony dla Miasta Poznania”. Otrzymał także Złoty Medal Reipublicae Memoriae Meritum oraz nagrodę  „Świadek Historii”.